# 絶対覚醒天使ミストレス☆フォーチュン
『絶対覚醒天使ミストレス☆フォーチュン』（ぜったいかくせいてんしミストレスフォーチュン）は、種村有菜による日本の漫画作品。

## 概要
『りぼん』（集英社）にて2008年7月号から同年9月号まで連載された。
該当号では、本作品の連載開始と、『紳士同盟†』の最終話が同時に掲載されるという試みが行われた。
また、2008年8月8日配信の種村有菜の『ラジオDEシャキン★』および本人ブログにて、全3話の連載であることが明らかとなった。

## あらすじ
中学2年生の立川妃は超能力者であり、防衛省の秘密機関『PSI』の一員として、日々相棒の羽柴銀色と共に宇宙からやって来た謎の生命体・イーバを退治していた。しかし、落ちこぼれな妃はろくに超能力を制御できず、任務中もドジばかり。そんな妃は銀色に片思い中だが、「18歳未満の個人情報のやり取りは禁止」という『PSI』の規則もあって、銀色が同学年ながら自分より上級の超能力者であることしか知らない。
一方の銀色は、妃が相棒に決まった日からEカップの彼女の胸にしか興味がないと公言。超能力増幅剤「ESPD」の影響か、体重増加を気にする妃に対してもセクハラな発言しかしない。その度にESPDを飲んではお仕置きとばかりに電磁波動弾「スピリッツサンダー」をぶつける妃は、いつも複雑な思いでいる。しかし、幼い頃に覚醒した超能力が家族を巻き込んだ事故を起こしたという過去を知らされ、超能力の新たな使い方「テレパシー」を教わり、妃は次第に銀色との距離が縮まっていくのを感じていた。
そんなある日、妃は司令官である群青遥に呼び出される。実は、妃がフォトンベルトと同じ波動の電磁波「プラネット・フォトン」を持つ唯一の能力者であることが判明したのだ。そして、その力でアメリカの活火山に住み着いたイーバを消滅させてほしいという依頼が、PSIアメリカから舞い込んだのである。
アメリカ行きを渋る妃は、司令から「アメリカには銀色の母親のような超能力暴走の被害者を専門とする病院がある」「妃次第で銀色の母親を優先的に診てもらえる」と告げられ、真意を銀色に隠したままアメリカ行きを決意。その後、決意を銀色に話した途端、妃は銀色から告白され、もやもやしたものを抱えたまま一路アメリカへ。
そしてイーバを消滅させる作戦の決行日。空中から全力でイーバに電磁波動弾をぶつける妃。だがその能力値は突如低下し、第2射直前になって妃は空を飛ぶことも出来なくなり、250度まで温まっているイーバの真上に落ちていく。
しかし、接触まであと5秒というタイミングで銀色に救われ、能力値も回復。妃は銀色と2人で無事にイーバを消滅させることに成功した。後日、「アメリカ行きは1週間」という情報を伏せていた司令は銀色に殴られ、司令は「お詫び」として、2人に銀色の母親の見舞いを許可したのだった。

## 登場人物
声の項はVOMICでの配役。

### 主要人物
立川 妃（たちかわ きさき）
声 - 又吉愛
誕生日：11月1日。
本作品の主人公。中学2年生の14歳。金髪。バストはEカップ。
学力は高い（PSIに入所する条件としてテストで10位以内に入ることを母親と約束しているため）。幼い頃、まだご飯が炊けていない炊飯器を開けて叱られたことがあり、以来テスト前や訓練日でもご飯だけは炊いている。
入所から1年経っても超能力を制御できず、落ちこぼれ超能力者とされていたが、実は世界で唯一の「プラネット・フォトン」の持ち主。任務の時は『フォーチュンティアラ』になる。変身すると髪の色がピンクに変わる。
能力をうまく制御できないため、超能力を増幅させる「ESPD」というドリンクが手放せないが、それによる体重増加を気にしている面も。
コンビを組む銀色に想いを寄せているが、彼の事は5歳から研究所にいる上級の超能力者で、同い年である事しか知らない。
羽柴 銀色（はしば ぎんいろ）
声 - 鈴村健一
誕生日：5月6日。
中学2年生の14歳。銀髪。
男子校に通っており人気者で、学力はそれなり。
5歳の時から超能力が使える上級者。妃とコンビを組んでいて、任務の時は『フォーチュンクォーツ』になる。
初対面で妃に一目惚れするが、彼女の胸にしか興味が無いと妃には誤解されている。普段から胸に関わるようなセクハラ発言をしているが、不意に妃の胸に接近した時などは暴走状態になるなど純情。
作中で、5歳の頃に暴走した超能力が原因で自宅が壊れた際に家族を巻き込み、父と姉は死亡、母は9年経っても目が覚めていない事が明らかになる。現在は研究所の宿直室住まい。
司令官である群青博士とは仲がよく、お小遣いをもらったりしている。

### その他の人物
群青 遥（ぐんじょう はるか）
声 - 間島淳司
ミストレス☆フォーチュンの司令官。妃達に戦闘指示や超能力訓練を施す。妃たちからは「司令」あるいは「博士」と呼ばれる。
25歳独身。4人兄弟の長男らしい。癖のない黒髪を長く伸ばしており、その容貌から、「実は女」疑惑が持ち上がったことも。
実は、妃たちと同じ超能力者（ランクは特級）で、『フォーチュンアイズ』になれるが、高所恐怖症のため出撃はしないとのこと（所長いわく「PSIの3大がっかりのひとつ」）。
高所恐怖症を笑われるのと女っぽいって言われることが、この世で一番嫌い。
一ヶ谷 鏡美（いちがや かがみ）
声 - 藤村歩
妃の親友で同級生。14歳。アイドル好きでミーハー。
妃が家族以外で唯一、能力や研究所の存在を話している人物。元気がない妃を励ますなど友達想いで、口は堅い。
イバ子
声 - 斎藤千和
ウサギの頭に手と足が付いたような形をしているイーバ。メス。妃が鏡美からもらったぬいぐるみが、世を忍ぶ仮の姿だった。そうとは知らない妃の願いを聞いて騒ぎを起こすが、出撃してきた妃と銀色に捕まる。以降、研究所に協力することを前提に自由の身になっているらしく、妃と銀色にくっついて回る。
あまりに安易な名前ゆえに「短期集中連載だからってあんまり｣という主旨の楽屋オチ発言をしたり、他の種村作品のキャラクターの名前を引き合いに出して「あの子達のような名前の方がよかった」という意味の愚痴をこぼした。
銀色の母親
5歳の銀色が超能力を暴走させたことが原因で昏睡状態に陥っている、銀色の唯一の肉親（父と姉は超能力が暴走したときに家の下敷きとなって他界）。
覚醒の可能性は1.4%らしいが、妃がテレパシーを使って話しかけた時、テレパシーでの返答があった。

## 作中用語
イーバ
地球侵略を目的としてやってきたエイリアンの一種。様々な姿で地球社会に潜伏している。その能力もいくつかの種類に大別される模様。
行動状態によって危険度が段階化されている。
超能力
作中での超能力は、基本的に自分の周囲の電磁波を操作することで使える。
作中では飛行能力やテレパシー、念力などが登場したが、特に念力は電磁波動弾（「スピリッツサンダー」という技）として攻撃に転用可能。
能力のレベルには個人差があるが、制御する術を学ぶため、能力者は判明次第PSIに入所することが義務付けられている。
イーバ回収のために出動する時は変身する。その際服装が変わり、背中に天使の翼のようなものが生える。
PSI（サイ）
超能力研究所。超能力者に訓練を施し、その力を安定させることが主な仕事。妃や銀色以外にも多くの能力者が所属する。所属している能力者に男女でコンビを組ませており、イーバの出現時はその担当者が司令官となって出撃を命じ、戦闘の指示を出す。
アメリカ・サンフランシスコにも研究所がある。アメリカの研究所には超能力の暴走が原因で事故に遭った被害者を専門とする病院もある。
プラネット・フォトン
プレアデス星団の中心星の周囲に見られる特殊な電磁波・フォトンベルトと同じ電磁波を指す。これをイーバにぶつけると、イーバを構成している原子を破壊し消滅させることができる。作中では妃だけが持つ。

## サブタイトル
| 単行本 | 話数   | 収録話                               | 書籍情報                                  |
| ------ | ------ | ------------------------------------ | ----------------------------------------- |
| 第1巻  | 第1話  | 天使降臨!? ミストレス・フォーチュン★ | 2008年12月25日発売 ISBN 978-4-08-856857-7 |
| 第1巻  | 第2話  | 希代の大喧嘩! 乙女心は胸のうち!?     | 2008年12月25日発売 ISBN 978-4-08-856857-7 |
| 第1巻  | 最終話 | 恋のESP! たまには素直に!? 絶対覚醒☆  | 2008年12月25日発売 ISBN 978-4-08-856857-7 |
| 第1巻  | 番外編 | イバ子の地球移住計画                 | 2008年12月25日発売 ISBN 978-4-08-856857-7 |
| 第1巻  | 番外編 | 群青博士の秘密?!                     | 2008年12月25日発売 ISBN 978-4-08-856857-7 |

## ラジオドラマ（VOMIC）
2008年8月に集英社が運営するインターネットラジオ局S-ラジのコンテンツのひとつ「VOMIC」にてラジオドラマ化もされた。全4回。